# Ross Case
Ross Case, né le 1er novembre 1951 à Toowoomba, est un ancien joueur de tennis professionnel australien.
Il a remporté deux titres du Grand Chelem en double, l'Open d'Australie en 1974 et Wimbledon en 1977, ainsi que la Coupe Davis 1977, où il fut sélectionné dans l'équipe lors de la finale ; il est un des rares joueurs vainqueurs de la Coupe Davis n'ayant joué aucun match lors d'une campagne victorieuse.

## Parcours dans les tournois duGrand Chelem

### En simple
| Année | Open d'Australie | Open d'Australie | Internationaux de France | Internationaux de France | Wimbledon       | Wimbledon   | US Open         | US Open       | Open d'Australie | Open d'Australie |
| ----- | ---------------- | ---------------- | ------------------------ | ------------------------ | --------------- | ----------- | --------------- | ------------- | ---------------- | ---------------- |
| 1968  | 1/8 de finale    | B. Bowrey        | —                        | —                        | —               | —           | —               | —             | n.o.             | n.o.             |
| 1969  | 2e tour (1/16)   | F. Stolle        | —                        | —                        | —               | —           | —               | —             | n.o.             | n.o.             |
| 1970  | —                | —                | —                        | —                        | —               | —           | —               | —             | n.o.             | n.o.             |
| 1971  | 1er tour (1/32)  | S. Ball          | 2e tour (1/32)           | R. Ruffels               | 1/8 de finale   | T. Gorman   | 2e tour (1/32)  | T. Sakai      | n.o.             | n.o.             |
| 1972  | 1/8 de finale    | A. Metreveli     | —                        | —                        | —               | —           | 3e tour (1/16)  | A. Ashe       | n.o.             | n.o.             |
| 1973  | 1/8 de finale    | A. Metreveli     | 1er tour (1/64)          | B. Mignot                | —               | —           | 1/8 de finale   | O. Parun      | n.o.             | n.o.             |
| 1974  | 1/2 finale       | P. Dent          | —                        | —                        | 2e tour (1/32)  | B. Borg     | 1er tour (1/64) | R. Carmichael | n.o.             | n.o.             |
| 1975  | 1er tour (1/32)  | R. Ruffels       | —                        | —                        | 3e tour (1/16)  | T. Roche    | 3e tour (1/16)  | B. Borg       | n.o.             | n.o.             |
| 1976  | 1/4 de finale    | J. Newcombe      | —                        | —                        | 2e tour (1/32)  | J. Fillol   | 2e tour (1/32)  | G. Vilas      | n.o.             | n.o.             |
| 1977  | 1/4 de finale    | G. Vilas         | —                        | —                        | 1er tour (1/64) | T. Okker    | 1er tour (1/64) | W. Fibak      | —                | —                |
| 1978  | n.o.             | n.o.             | —                        | —                        | 2e tour (1/32)  | J. Newcombe | 1er tour (1/64) | A. Ashe       | 2e tour (1/16)   | J. Sadri         |
| 1979  | n.o.             | n.o.             | 3e tour (1/16)           | J. Connors               | 3e tour (1/16)  | R. Tanner   | 1er tour (1/64) | F. González   | 1er tour (1/32)  | Edmondson        |
| 1980  | n.o.             | n.o.             | 1er tour (1/64)          | C. Barazzutti            | 2e tour (1/32)  | B. Manson   | 3e tour (1/16)  | B. Gottfried  | 1er tour (1/32)  | K. Warwick       |
| 1981  | n.o.             | n.o.             | 1er tour (1/64)          | P. Portes                | 2e tour (1/32)  | S. Smith    | 1er tour (1/64) | C. Delaney    | —                | —                |
| 1982  | n.o.             | n.o.             | —                        | —                        | —               | —           | —               | —             | 1er tour (1/64)  | B. Testerman     |

N.B. : à droite du résultat se trouve le nom de l'ultime adversaire.

### En double
| Année | Open d'Australie            | Open d'Australie        | Internationaux de France   | Internationaux de France | Wimbledon                   | Wimbledon               | US Open                     | US Open                 | Open d'Australie           | Open d'Australie        |
| ----- | --------------------------- | ----------------------- | -------------------------- | ------------------------ | --------------------------- | ----------------------- | --------------------------- | ----------------------- | -------------------------- | ----------------------- |
| 1968  | 1/4 de finale A. Gardiner   | J. Gisbert M. Orantes   | —                          | —                        | —                           | —                       | —                           | —                       | n.o.                       | n.o.                    |
| 1969  | 1er tour (1/16) A. Gardiner | M. Guse G. Olsson       | —                          | —                        | —                           | —                       | —                           | —                       | n.o.                       | n.o.                    |
| 1970  | —                           | —                       | 2e tour (1/32) A. Gardiner | I. Năstase I. Țiriac     | 1er tour (1/32) A. Gardiner | Likhachev Metreveli     | —                           | —                       | n.o.                       | n.o.                    |
| 1971  | 1/8 de finale G. Masters    | K. Rosewall F. Stolle   | 1er tour (1/64) Sedgman    | J-P. Courcol Montrenaud  | 1/8 de finale A. Metreveli  | R. Emerson R. Laver     | 1er tour (1/32) J. Cooper   | M. Estep S. Stewart     | n.o.                       | n.o.                    |
| 1972  | Finale G. Masters           | O. Davidson K. Rosewall | 1er tour (1/32) J. Cooper  | J-C. Fauvet É. Loliee    | —                           | —                       | 1/8 de finale G. Masters    | O. Davidson Newcombe    | n.o.                       | n.o.                    |
| 1973  | 1/2 finale G. Masters       | J. Alexander P. Dent    | 1er tour (1/32) G. Masters | Likhachev Metreveli      | —                           | —                       | 2e tour (1/16) G. Masters   | C. Graebner O. Parun    | n.o.                       | n.o.                    |
| 1974  | Victoire G. Masters         | S. Ball B. Giltinan     | —                          | —                        | 1er tour (1/32) G. Masters  | O. Davidson K. Rosewall | 1/4 de finale G. Masters    | S. Ball R. Keldie       | n.o.                       | n.o.                    |
| 1975  | 1er tour (1/16) G. Masters  | P. Doerner J. James     | —                          | —                        | 1/4 de finale G. Masters    | Fassbender Pohmann      | 1er tour (1/32) G. Masters  | J. Borowiak T. Ulrich   | n.o.                       | n.o.                    |
| 1976  | Finale G. Masters           | Newcombe T. Roche       | —                          | —                        | Finale G. Masters           | B. Gottfried R. Ramírez | 1/8 de finale G. Masters    | A. Amritraj V. Amritraj | n.o.                       | n.o.                    |
| 1977  | 1/4 de finale G. Masters    | A. Ashe T. Roche        | —                          | —                        | Victoire G. Masters         | J. Alexander P. Dent    | 1er tour (1/32) Newcombe    | B. Walts H. Pfister     | —                          | —                       |
| 1978  | n.o.                        | n.o.                    | —                          | —                        | 2e tour (1/16) G. Masters   | Edmondson J. Marks      | 1/8 de finale G. Masters    | F. McMillan B. Hewitt   | 1/8 de finale G. Masters   | A. Jarrett J. Smith     |
| 1979  | n.o.                        | n.o.                    | Finale P. Dent             | G. Mayer S. Mayer        | 1/4 de finale G. Masters    | P. Fleming J. McEnroe   | 1er tour (1/32) A. Amritraj | C. Dibley J. Fillol     | 1/4 de finale G. Masters   | C. Letcher P. Kronk     |
| 1980  | n.o.                        | n.o.                    | 1/8 de finale G. Masters   | B. Gottfried R. Ramírez  | 2e tour (1/16) S. Ball      | R. Lutz S. Smith        | —                           | —                       | 1er tour (1/16) G. Masters | J. Fitzgerald W. Pascoe |
| 1981  | n.o.                        | n.o.                    | 1er tour (1/32) J. Fillol  | P. Složil T. Šmíd        | 1er tour (1/32) J. Fillol   | S. Krulevitz R. Meyer   | 1er tour (1/32) S. Ball     | D. Ralston R. Tanner    | —                          | —                       |
| 1982  | n.o.                        | n.o.                    | —                          | —                        | —                           | —                       | —                           | —                       | 1/8 de finale B. Drewett   | Ti. Gullikson B. Mitton |
| 1983  | n.o.                        | n.o.                    | —                          | —                        | 1/8 de finale B. Drewett    | A. Järryd Simonsson     | 1er tour (1/32) B. Drewett  | J. Lloyd D. Stockton    | 1er tour (1/32) B. Drewett | D. Pate E. Sherbeck     |

N.B. : le nom du ou de la partenaire se trouve sous le résultat ; le nom des ultimes adversaires se trouve à droite.